# Compartilhamento de arquivos ponto a ponto
Compartilhamento de arquivos ponto a ponto é a distribuição e compartilhamento de mídia digital usando a tecnologia de rede ponto a ponto (P2P). O compartilhamento de arquivos P2P permite que os usuários acessem arquivos de mídia como livros, músicas, filmes e jogos usando um programa (software P2P) que procura outros computadores conectados à uma rede P2P para localizar o conteúdo desejado. Os nós (pares, pontos, colegas) de tais redes são computadores de usuários finais e servidores de distribuição (a participação de servidores de distribuição não é obrigatória).
A tecnologia de compartilhamento de arquivos ponto a ponto evoluiu em vários estágios de design, desde as redes iniciais como o Napster, que popularizou a tecnologia, até os modelos posteriores, como o protocolo BitTorrent. A Microsoft a usa para distribuição de atualizações (do Windows 10) e jogos online (o Skyforge mmorpg) usam-na como sua rede de distribuição de conteúdo para download de grandes quantidades de dados sem incorrer em custos dramáticos de largura de banda inerentes ao fornecimento de apenas uma fonte.
Vários fatores contribuíram para a ampla adoção e facilitação do compartilhamento de arquivos ponto a ponto. Isso incluiu o aumento da largura de banda da internet, a digitalização generalizada de mídia física e o aumento da capacidade dos computadores pessoais residenciais. Os usuários podem transferir um ou mais arquivos de um computador para outro através da internet através de vários sistemas de transferência de arquivos e outras redes de compartilhamento de arquivos

## História
O compartilhamento de arquivos ponto a ponto tornou-se popular com a introdução do Napster, um aplicativo de compartilhamento de arquivos e um conjunto de servidores centrais que vinculavam as pessoas que tinham arquivos àquelas que os solicitavam. O servidor de indexação central indexou os usuários e seu conteúdo compartilhado. Quando alguém procurava um arquivo, o servidor procurava todas as cópias disponíveis desse arquivo e as apresentava ao usuário. Os arquivos seriam transferidos diretamente entre os dois computadores privados. Uma limitação era a de que apenas arquivos de música podiam ser compartilhados. Como esse processo ocorreu em um servidor central, o Napster foi considerado responsável por violação de direitos autorais, encerrado em julho de 2001 e, posteriormente, reaberto como um serviço pago.
Depois que o Napster foi fechado, os serviços ponto a ponto mais populares foram o Gnutella e o Kazaa. Esses serviços permitiam que os usuários baixassem, também, arquivos que não fossem de música (como filmes e jogos).

### Evolução da tecnologia
O Napster e o eDonkey2000 (ambos) usaram um modelo baseado em servidor central. Estes sistemas dependiam do funcionamento dos respectivos servidores centrais (portanto, estavam sujeitos ao encerramento (desligamento) centralizado). Seu desaparecimento levou ao surgimento de redes como Limewire, Kazaa, Morpheus, Gnutella e Gnutella2, que são capazes de operar sem servidores centrais (eliminando a vulnerabilidade central ao conectar usuários remotamente uns aos outros). No entanto, essas redes ainda dependiam de programas clientes específicos e centralmente distribuídos, de modo que poderiam ser prejudicadas ao tomar medidas legais contra um número suficientemente grande de editores dos programas clientes. A Sharman networks, editora do Kazaa, está inativa desde 2006. A StreamCast networks, editora do Morpheus, foi fechada em 22 de abril de 2008. A Limewire LLC foi fechada no final de 2010 (início de 2011). Isso abriu caminho para o domínio do protocolo BitTorrent, que difere de seus predecessores em dois aspectos principais. O primeiro é que nenhum indivíduo, grupo ou empresa possui o protocolo ou os termos "Torrent" ou "BitTorrent", o que significa que qualquer pessoa pode escrever e distribuir software cliente que funcione com a rede. O segundo é que os clientes BitTorrent não possuem funcionalidade de pesquisa própria. Em vez disso, os usuários devem contar com sites de terceiros, como "Isohunt" ou "The pirate bay", para encontrar arquivos "torrent", que funcionam como mapas que informam ao cliente como encontrar e baixar os arquivos que o usuário realmente deseja. Essas duas características combinadas oferecem um nível de descentralização que torna o BitTorrent praticamente impossível de ser encerrado. As redes de compartilhamento de arquivos às vezes são organizadas em três "gerações" com base nesses diferentes níveis de descentralização.
As chamadas darknets, incluindo redes como a Freenet, às vezes são consideradas redes de compartilhamento de arquivos de terceira geração. A Soulseek é uma rede de compartilhamento de arquivos de primeira geração que escapou de problemas legais e continua a operar na era da terceira geração.
O compartilhamento de arquivos ponto a ponto também é eficiente em termos de custo. A sobrecarga de administração do sistema é menor porque o usuário é o provedor e geralmente o provedor também é o administrador. Portanto, cada rede pode ser monitorada pelos próprios usuários. Ao mesmo tempo, servidores grandes às vezes exigem mais armazenamento e isso aumenta o custo, pois o armazenamento deve ser alugado ou comprado exclusivamente para um servidor. No entanto, o compartilhamento de arquivos ponto a ponto, geralmente, não requer um servidor dedicado.

## Impacto econômico
Ainda há uma discussão em andamento sobre o impacto econômico do compartilhamento de arquivos P2P. Norbert Michel, analista de política da Heritage Foundation, disse que, por causa de "questões econométricas e de dados, os estudos até agora produziram estimativas desiguais do impacto do compartilhamento de arquivos nas vendas de álbuns".
No livro "The wealth of networks", Yochai Benkler afirma que o compartilhamento de arquivos ponto a ponto é economicamente eficiente e que os usuários pagam o custo total da transação e o custo marginal de tal compartilhamento, mesmo se "for uma chave para a forma particular em que nossa sociedade optou por pagar músicos e executivos de gravadoras. Isso troca eficiência por efeitos de incentivo de longo prazo para a indústria fonográfica. No entanto, é eficiente dentro do significado normal do termo em economia de uma forma que não teria sido se Jack e Jane tivessem usado computadores subsidiados ou conexões de rede".
O compartilhamento de arquivos ponto a ponto pode ser usado para trocar arquivos para os quais o direito de distribuição foi concedido (por exemplo, domínio público, Creative Commons, licenças Copyleft, jogos online, atualizações , ...).
Especialmente as startups podem economizar enormes quantias de dinheiro em comparação com outros meios de redes de distribuição de conteúdo.
Um exemplo de cálculo:
com compartilhamento de arquivos ponto a ponto: {\displaystyle {\text{custo total}}={\frac {\text{tamanho do arquivo}}{\text{clientes}}}\times {\text{custo por ''byte''}}}
com redes de entrega de conteúdo casual: {\displaystyle {\text{custo total}}={\text{tamanho do arquivo}}\times {\text{clientes}}\times {\text{custo por ''byte''}}}

### Indústria musical
O efeito econômico da violação de direitos autorais por meio do compartilhamento de arquivos ponto a ponto sobre a receita da música tem sido controverso e difícil de determinar. Estudos não oficiais descobriram que o compartilhamento de arquivos gera um impacto negativo nas vendas das gravações (dos discos). Tem sido difícil desvendar as relações de causa e efeito entre várias tendências diferentes, incluindo um aumento nas compras online legais de música, o compartilhamento ilegal de arquivos, as quedas nos preços dos CDs e a extinção de muitas lojas independentes de música com uma mudança concomitante nas vendas de grandes varejistas.
Além disso, muitos artistas independentes escolhem um método de compartilhamento de arquivos ponto a ponto denominado BitTorrent Bundle para distribuição.

### Indústria cinematográfica
A MPAA relatou que os estúdios americanos perderam US$ 2,373 bilhões com a pirataria na internet em 2005, representando aproximadamente um terço do custo total da pirataria de filmes nos Estados Unidos. A estimativa da MPAA foi posta em dúvida pelos comentaristas, uma vez que se baseava na suposição de que um download era equivalente a uma venda perdida, e os downloaders podem não comprar o filme se o download ilegal não for uma opção. Devido à natureza privada do estudo, os números não puderam ser verificados publicamente quanto à metodologia ou validade e em 22 de janeiro de 2008, enquanto a MPAA fazia lobby por um projeto de lei que obrigaria as universidades a reprimir a pirataria, foi admitido pela MPAA que seus números sobre pirataria em faculdades haviam sido inflados em até 300%.
Um estudo de 2010, encomendado pela câmara internacional de comércio e conduzido pela empresa independente de economia sediada em Paris, TERA, estimou que o download ilegal de música, filme e software custava, às indústrias criativas da Europa, vários bilhões de dólares em receitas a cada ano. Além disso, o estudo TERA intitulado "Construindo uma economia digital: A importância de salvar empregos nas indústrias criativas da UE" previa perdas, devido à pirataria, chegando a 1,2 milhões de empregos e € 240 bilhões em receitas de varejo até 2015 se a tendência continuasse. Os pesquisadores aplicaram uma taxa de substituição de dez por cento ao volume de violações de direitos autorais por ano. Essa taxa correspondeu ao número de unidades potencialmente negociadas caso o compartilhamento ilegal de arquivos fosse eliminado e não ocorresse. As taxas de pirataria de um quarto ou mais para sistemas operacionais e softwares populares têm sido comuns, mesmo em países e regiões com forte fiscalização de propriedade intelectual, como os Estados Unidos ou a UE.

## Percepção pública e uso
Em 2004, cerca de 70 milhões de pessoas participaram do compartilhamento de arquivos online. De acordo com uma pesquisa da CBS news, quase 70 por cento dos jovens de 18 a 29 anos achavam que o compartilhamento de arquivos era aceitável em algumas circunstâncias e 58 por cento de todos os americanos que seguiram a questão do compartilhamento de arquivos o consideravam aceitável em pelo menos algumas circunstâncias.
Em janeiro de 2006, 32 milhões de americanos com mais de 12 anos haviam baixado pelo menos um longa-metragem da internet (80% dos quais o fizeram exclusivamente por P2P). Da população da amostra, 60 por cento sentia que, baixar filmes protegidos por direitos autorais da internet, não constituía uma ofensa muito séria. No entanto, 78 por cento acreditava que pegar um DVD de uma loja sem pagar por ele (furtar) constituía uma ofensa muito séria.
Em julho de 2008, 20% dos europeus usavam redes de compartilhamento de arquivos para obter música, enquanto 10% usavam serviços pagos de música digital, como o iTunes.
Em fevereiro de 2009, uma pesquisa da Tiscali do Reino Unido revelou que 75 por cento do público inglês entrevistado estava ciente do que é legal e ilegal em relação ao compartilhamento de arquivos, mas havia uma divisão quanto à onde eles achavam que o ônus legal deveria estar colocado: 49 por cento das pessoas acreditavam que as empresas P2P deveriam ser responsabilizadas pelo compartilhamento ilegal de arquivos em suas redes, 18 por cento viam os compartilhadores de arquivos individuais como culpados e 18 por cento não sabiam ou optaram por não responder.
De acordo com uma pesquisa anterior, 75 por cento dos eleitores jovens na Suécia (de 18 à 20 anos de idade) apoiavam o compartilhamento de arquivos quando receberam a declaração: "Acho que não há problema em baixar arquivos da internet, mesmo que seja ilegal." Dos entrevistados, 38 por cento diziam que "concordavam veementemente", enquanto 39 por cento diziam que "concordavam parcialmente". Um estudo acadêmico, entre estudantes universitários americanos e europeus, descobriu que os usuários de tecnologias de compartilhamento de arquivos eram relativamente anti-direitos autorais e a aplicação dos direitos autorais criava retrocesso, endurecendo as crenças de compartilhamento profissional entre os usuários dessas tecnologias.

## Comunidades em redes de compartilhamento de arquivosP2P
As comunidades têm um papel proeminente em muitas redes e aplicativos ponto a ponto, como BitTorrent, Gnutella e DC++. São diversos os elementos que contribuem para a formação, o desenvolvimento e a estabilidade dessas comunidades, que incluem interesses, atributos do usuário, redução de custos, motivação do usuário e dimensão da comunidade.

### Atributos de interesse
Comunidades de colegas são formadas com base em interesses comuns. Para Khambatti, Ryu e Dasgupta, os interesses comuns podem ser rotulados como atributos "que são usados para determinar as comunidades de colegas nas quais um determinado colega pode participar". Existem duas maneiras de classificar esses atributos: atributos explícitos e implícitos.
Valores explícitos são informações que colegas fornecem sobre si mesmos à uma comunidade específica, como seu interesse por um assunto ou seu gosto musical. Com os valores implícitos, os usuários não expressam diretamente informações sobre si mesmos, porém, ainda é possível encontrar informações sobre aquele usuário específico ao desvendar suas consultas anteriores e pesquisas realizadas em uma rede P2P.
Khambatti, Ryu e Dasgupta dividem esses interesses em três classes: atributos pessoais, reivindicados e de grupo.
Um conjunto completo de atributos (interesses comuns) de um colega específico é definido como atributos pessoais e é uma coleção de informações que um colega tem sobre si mesmo. Os colegas podem decidir não divulgar informações sobre si mesmos para manter sua privacidade e segurança online. É por esta razão que os autores especificam que "um subconjunto de ... atributos é explicitamente reivindicado público por um colega", e eles definem tais atributos como "atributos reivindicados". A terceira categoria de interesses são os atributos de grupo, definidos como "orientados para localização ou afiliação" e são necessários para formar uma ... base para comunidades (um exemplo sendo o "nome de domínio de uma conexão com a internet" que atua como um local online e identificador de grupo para determinados usuários).

### Redução de custos
A redução de custos influencia o componente de compartilhamento das comunidades P2P. Os usuários que compartilham o fazem na tentativa de "reduzir ... custos", conforme deixado claro por Cunningham, Alexander e Adilov. Em seu trabalho Comunidades de compartilhamento de arquivos ponto a ponto, eles explicam que "o ato de compartilhar é caro, pois qualquer download de um compartilhador implica que o compartilhador está sacrificando largura de banda". Como o compartilhamento representa a base das comunidades P2P (como o Napster) e sem ele "a rede entra em colapso", os usuários compartilham, apesar de seus custos, para tentar reduzir seus próprios custos, principalmente aqueles associados à pesquisa e ao congestionamento de servidores de internet.

### Motivação do usuário e tamanho da comunidade
A motivação do usuário e o tamanho da comunidade P2P contribuem para sua sustentabilidade e atividade. Em seu trabalho "Motivando a participação em comunidades colega a colega (P2P - ponto a ponto)", Vassileva estuda esses dois aspectos por meio de um experimento realizado na Universidade de Saskatchewan (Canadá), onde um aplicativo P2P (COMUTELLA) foi criado e distribuído entre os etudantes. Em sua opinião, a motivação é "um fator crucial" para encorajar os usuários a participarem de uma comunidade P2P online, especialmente porque a "falta de uma massa crítica de usuários ativos" na forma de uma comunidade não permitirá que um compartilhamento P2P funcione devidamente.
A utilidade é um aspecto valorizado pelos usuários ao ingressar em uma comunidade P2P. O sistema P2P específico deve ser percebido como "útil" pelo usuário e deve ser capaz de atender às suas necessidades e perseguir seus interesses. Consequentemente, o "tamanho da comunidade de usuários define o nível de utilidade" e "o valor do sistema determina o número de usuários". Esse processo de mão dupla é definido por Vassileva como um ciclo de feedback e permitiu o nascimento de sistemas de compartilhamento de arquivos como o Napster e o KaZaA. No entanto, em sua pesquisa, Vassileva também descobriu que "são necessários incentivos para os usuários no início", especialmente para motivar e fazer com que os usuários adquiram o hábito de permanecer online. Isso pode ser feito, por exemplo, fornecendo ao sistema uma grande quantidade de recursos ou tendo um usuário experiente para prestar assistência a um menos experiente.

### Classificação do usuário
Os usuários que participam de sistemas P2P podem ser classificados de diferentes maneiras. Segundo Vassileva, os usuários podem ser classificados de acordo com sua participação no sistema P2P. Existem cinco tipos de usuários que podem ser encontrados: usuários que criam serviços, usuários que permitem serviços, usuários que facilitam a pesquisa, usuários que permitem a comunicação e usuários que não cooperam ("caronas", "que passeiam livremente").
Na primeira instância, o usuário cria novos recursos ou serviços e os oferece à comunidade. Na segunda, o usuário disponibiliza espaço em disco à comunidade "para armazenar arquivos para download" ou "recursos de informática" para facilitar um serviço prestado por outros usuários. No terceiro, o usuário fornece uma lista de relacionamentos para ajudar outros usuários a encontrar arquivos ou serviços específicos. Na quarta, o usuário participa ativamente do “protocolo da rede”, contribuindo para manter a rede unida. No terceiro, o usuário fornece uma lista de relacionamentos para ajudar outros usuários a encontrar arquivos ou serviços específicos. Na quarta, o usuário participa ativamente do “protocolo da rede”, contribuindo para manter a rede unida. Na última situação, o usuário não contribui com a rede, baixa o que precisa, mas fica off-line imediatamente quando o serviço não é mais necessário, aproveitando os recursos da rede e da comunidade.

## Rastreamento
As empresas continuam a combater o uso da internet como ferramenta para copiar e compartilhar ilegalmente vários arquivos, especialmente os de músicas protegidas por direitos autorais. A RIAA tem liderado campanhas contra os infratores. Ações judiciais foram iniciadas contra indivíduos e programas, como o Napster, para "proteger" os proprietários dos direitos autorais. Um dos esforços da RIAA foi implantar usuários chamariz para monitorar o uso de material protegido por direitos autorais de uma perspectiva em primeira mão.

## Riscos
No início de junho de 2002, o pesquisador Nathaniel Good da HP Labs demonstrou que os problemas de design da interface do usuário podem contribuir para que os usuários compartilhem inadvertidamente informações pessoais e confidenciais em redes P2P.
Em 2003, audiências no Congresso perante o Comitê de Reforma do Governo da Câmara (Superexposição: As ameaças à privacidade e segurança em redes de compartilhamento de arquivos) e o Comitê Judiciário do Senado (O lado negro de uma ideia brilhante: os riscos de segurança pessoal e nacional podem comprometer o potencial das redes de compartilhamento de arquivos P2P?) foram convocados para abordar e discutir a questão do compartilhamento inadvertido em redes ponto a ponto e suas consequências para o consumidor e a segurança nacional.
Os pesquisadores examinaram os riscos potenciais à segurança, incluindo a liberação de informações pessoais, spywares agrupados e vírus baixados da rede. Sabe-se que alguns clientes de compartilhamento de arquivos proprietários agrupam malwares, embora os programas de código aberto normalmente não o façam. Alguns pacotes de compartilhamento de arquivos de código aberto forneceram até varredura antivírus integrada.
Desde aproximadamente 2004, a ameaça de roubo de identidade tornou-se mais prevalente e, em julho de 2008, houve outra revelação inadvertida de grandes quantidades de informações pessoais por meio de sites P2P. Os "nomes, datas de nascimento e número da Previdência Social de cerca de 2.000 clientes (de uma empresa de investimento) "foram expostos", incluindo os do Juiz da Suprema Corte Stephen Breyer". Um aumento drástico no compartilhamento inadvertido de arquivos P2P de informações pessoais e confidenciais tornou-se evidente em 2009, no início da administração do Presidente Obama, quando as plantas do helicóptero Marine One foram disponibilizadas para o público através de uma violação de segurança através de um site de compartilhamento de arquivos P2P. O acesso à essas informações pode ser prejudicial à segurança dos Estados Unidos. Além disso, pouco antes dessa violação de segurança, o programa Today relatou que mais de 150.000 declarações de impostos, 25.800 pedidos de empréstimos estudantis e 626.000 relatórios de crédito foram inadvertidamente disponibilizados através de compartilhamento de arquivos.
O governo dos Estados Unidos então tentou tornar os usuários mais cientes dos riscos potenciais envolvidos com programas de compartilhamento de arquivos P2P por meio de legislação como H.R. 1319, o ato do usuário P2P informado, em 2009. De acordo com esta lei, seria obrigatório que os indivíduos estivessem cientes dos riscos associados ao compartilhamento de arquivos ponto a ponto antes de comprar software e a necessidade do consentimento do usuário informado antes do uso de tais programas. Além disso, a lei permitiria aos usuários bloquear e remover software de compartilhamento de arquivos P2P de seus computadores à qualquer momento, com a aplicação dos regulamentos da comissão federal de comércio. A equipe de preparação para emergências de computadores dos Estados Unidos (US-CERT) também alerta sobre os riscos potenciais.
No entanto, em 2010, os pesquisadores descobriram milhares de documentos contendo informações confidenciais de pacientes em redes ponto a ponto (P2P) populares (incluindo detalhes de seguros, informações de identificação pessoal, nomes de médicos e códigos de diagnóstico em mais de 28.000 indivíduos). Muitos dos documentos continham comunicações confidenciais de pacientes, dados de tratamento, diagnósticos médicos e avaliações psiquiátricas.

## Problemas de direitos autorais
O ato de compartilhar arquivos não é ilegal per se (do latim, "por si só") e as redes ponto a ponto também são usadas para fins legítimos. As questões legais no compartilhamento de arquivos envolvem a violação das leis do material protegido por direitos autorais. A maioria das discussões sobre a legalidade do compartilhamento de arquivos envolve apenas material protegido por direitos autorais. Muitos países têm exceções "uso justo" que permitem o uso limitado de material protegido por direitos autorais sem adquirir permissão dos detentores dos direitos. Esses documentos incluem comentários, reportagens, pesquisas e bolsas de estudo. As leis de direitos autorais são territoriais, ou seja, elas não se estendem além do território de um estado específico a menos que esse estado seja parte de um acordo internacional. A maioria dos países, hoje, é parte de pelo menos um desses acordos.
Na área da privacidade, decisões judiciais recentes parecem indicar que não pode haver expectativa de privacidade em dados expostos em redes de compartilhamento de arquivos ponto a ponto. Em uma decisão de 39 páginas divulgada em 8 de novembro de 2013, a juíza do Tribunal distrital dos Estados Unidos Christina Reiss negou a moção para suprimir as evidências coletadas pelas autoridades por meio de uma ferramenta automatizada de busca ponto a ponto sem um mandado de busca.